# Motor de aeronavă

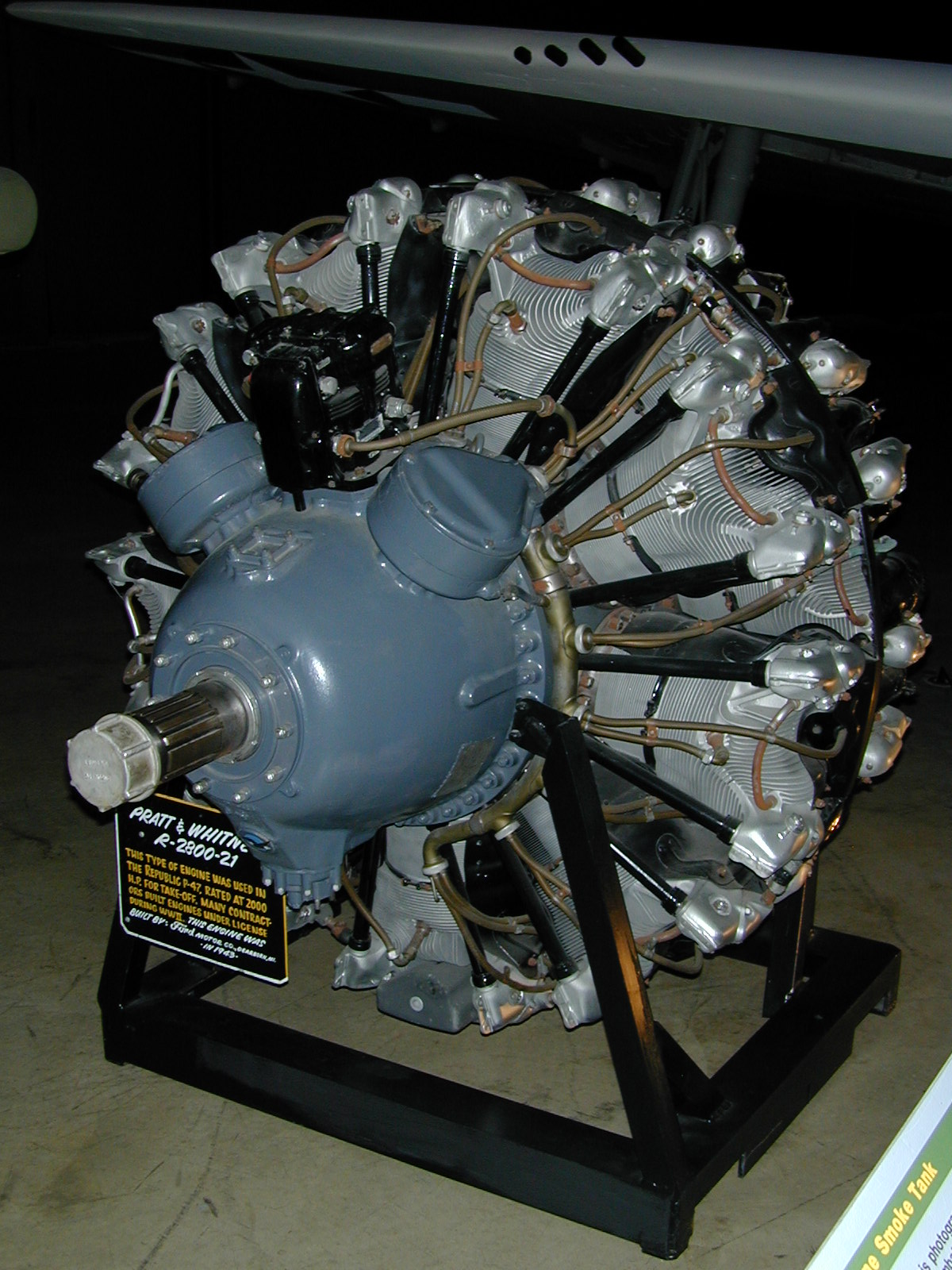
Motor radial Pratt & Whitney R-2800 cu care erau echipate de exemplu: F4U Corsair, F6F Hellcat, P-47 Thunderbolt

Prin motor de aeronavă se înțelege, cu puține excepții, un motor cu ardere internă ușor, care furnizează energie mecanică necesară pentru propulsarea aeronavelor. El este o componentă a sistemului de propulsie a aeronavelor cu motor. Ele sunt aproape întotdeauna fie motoare cu piston, fie turbine cu gaze. Acest articol este o prezentare generală a tipurilor de bază de motoare de avioane și conceptele de proiectare utilizate în dezvoltarea de motoarelor pentru avioane.
Dacă la primele avioane puterea motoarelor era în jur de 30-50 CP, la motoare  turbopropulsoare mai moderne a ajuns la valori de 40 000-50 000 CP, ceea ce demonstrează saltul calitativ prin care au trecut motoarele.

## Scurt istoric al motoarelor de avion
- 1848: John Stringfellow a construit un motor cu aburi care antrena un aeromodel, sarcina fiind neglijabilă.
- 1903: motorul Manly-Balzer devine standard pentru motoarele radiale.[3]
- 1906: Léon Levavasseur realizează cu succes un motor cu 8 cilindri în V destinat avioanelor, răcit cu aer.
- 1908:  René Lorin patentează un proiect pentru motor statoreactor (ramjet)
- 1908:  Gnome Omega proiecta primul  motor rotativ (cu cilindri) care va fi fabricat în serie: în 1909 va exhipa avioanele Farman III care va câștiga premiul pentru cea mai mare distanță parcursă fără oprire: 180km.
- 1930: Frank Whittle donează primul patent pentru turbină cu gaz pentru a fi folosit la propulsie prin reacție, primul zbor realizându-se doar peste 11 ani. [4]

## Propulsia cu elice

### Motor cu cilindri în linie

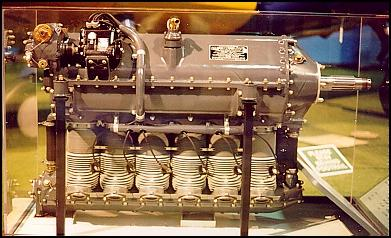
Ranger L-440 motor inversat în linie, răcit cu aer, cu șase cilindri folosit pentru avioanele Fairchild PT-19

Acest tip de motor are cilindrii aliniați într-un singur rând. El are de obicei un număr par de cilindri, dar există și cazuri cu motoare având trei și cinci cilindri. Cel mai mare avantaj al unui motor în linie este că permite avionului să fie proiectat cu o suprafață frontală îngustă, ceea ce conferă avionului rezistență aerodinamică scăzută. Dacă arborele cotit al motorului este situat deasupra cilindrilor, acesta este numit un motor în linie inversat, care permite elicei să fie montat la înălțime față de sol, permițând realizarea avioanelor cu trenul de aterizare scurt. Dezavantajele unui motor în linie includ un raport putere-greutate redus, deoarece carterul și arborele cotit sunt lungi și astfel, grele. Un motor in linie poate fi răcit cu aer sau cu lichid, dar varianta de răcire cu lichid este mai frecventă, deoarece este dificil să se obțină suficient debit de aer pentru răcirea directă a cilindrilor din spate (care nu sunt în contact direct cu curentul de aer). Motoarele în linie au fost frecvente la avioane de la începutul zborurilor, inclusiv Wright Flyer, avionul care a făcut primul zbor cu motor. Cu toate acestea, dezavantajele inerente ale proiectării au devenit curând evidente, și construcția motoarelor cu cilindri în linie a fost abandonată, devenind o raritate în domeniul aviației moderne.

### Motor cu cilindri în V

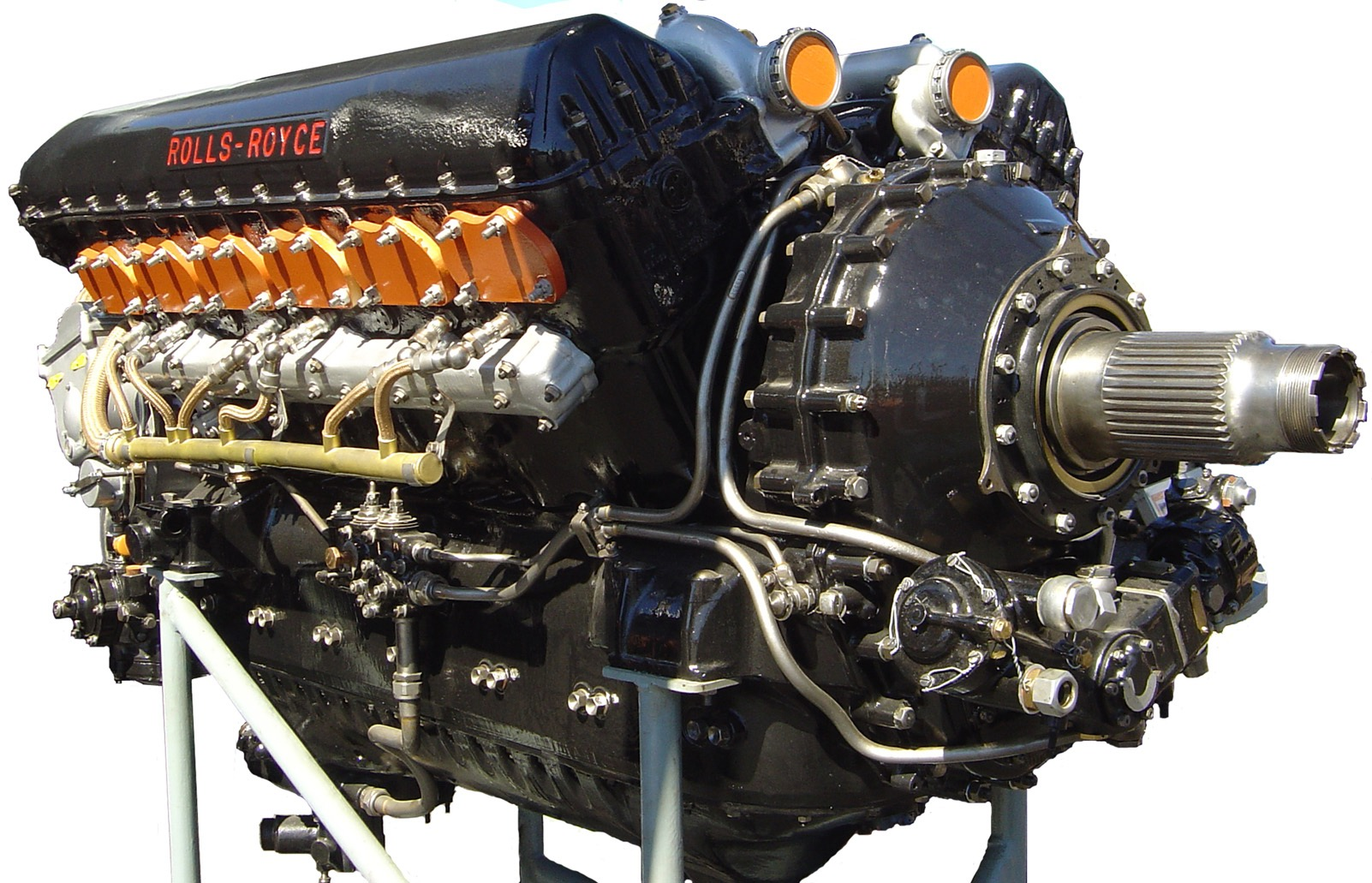
Motor Rolls-Royce Merlin V-12

La acest tip de motor cilindrii sunt dispuși pe două linii cuplate la același arbore cotit, cele două linii formând un V cu un unghi de 60–120 de grade. Marea majoritate a motoarelor V sunt răcite cu apă. Această variantă oferă un raport putere-greutate  mai mare decât un motor în linie, oferind în același timp o suprafață frontală mică (ce are ca efect reducerea forței de rezistență la înaintare). Unul dintre cele mai cunoscute exemple de astfel de motor este motorul V12 Rolls-Royce Merlin, de 27 litri cu 12 cilindri dispuși în V la 60°, motor folosit printre altele la avionul Spitfire, care a jucat un rol major în Bătălia Angliei.

### Motor rotativ

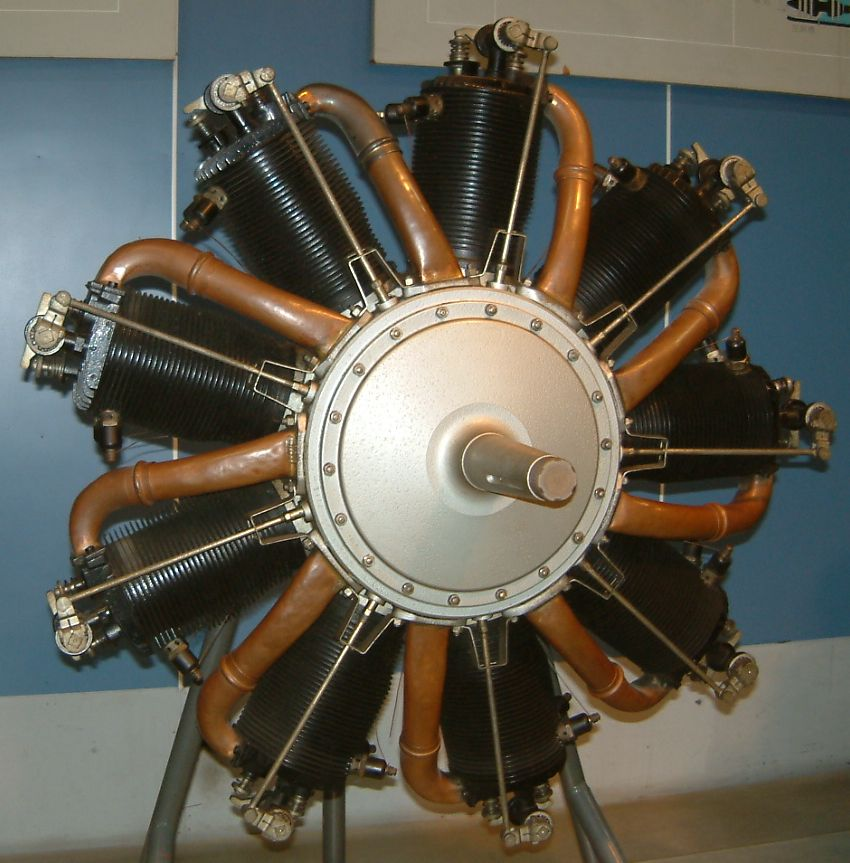
Motor rotativ Le Rhone 9C

La începutul Primului Război Mondial, atunci când avioanele au început să fie folosite în scopuri militare, a devenit evident faptul că motoarele în linie existente aveau un raport putere/greutate prea mic. Proiectanții de avioane aveau nevoie de un motor care să fie ușor, puternic, ieftin, și ușor de fabricat în cantități mari. Motorul rotativ îndeplinea aceste cerințe. Motoarele rotative au toți cilindrii dispuși în cerc în jurul carterului ca un motor în stea (a se vedea mai jos), dar diferența este că arborele cotit este fixat de corpul avionului și elicea de blocul motorului. Carterul și cilindrii motorului se rotesc solidare cu elicea, răcirea cilindrilor fiind bună indiferent de viteza avionului. Unele dintre aceste motoare au fost  motoare în doi timpi, oferindu-le o putere specifică și raport putere/greutate mare. Din păcate, efectul giroscopic puternic care apare la motorul rotativ a făcut ca avioanele de acest tip să fie foarte dificil de pilotat. Motoarele au consumat, de asemenea, cantități mari de ulei de ricin, răspândind uleiul peste tot pe carcasă și creând un fum înecăcios care ajungea la piloți.
Proiectanții de motoare a fost întotdeauna conștienți de nenumăratele limitări ale motorului rotativ. Atunci când motoarele în stea au devenit mai fiabile, asigurând rapoarte putere/greutate mai bune și consum de carburant mai mic, zilele motoarelor rotative au fost numărate.

## Propulsia prin reacție
Motoarele care asigură propulsia prin reacție a aeronavelor folosesc drept comburant (oxidant) aerul atmosferic, ele fiind motoare aeroreactoare, spre deosebire ce motoarele pentru rachete, care folosesc comburantul stocat la bord.

### Motor statoreactor
- Motor cu ardere subsonică - ramjet
- Motor cu ardere supersonică - scramjet